# 鹿ノ谷駅
鹿ノ谷駅（しかのたにえき）は、かつて北海道夕張市鹿の谷三丁目に存在した北海道旅客鉄道（JR北海道）石勝線（夕張支線）・夕張鉄道線の駅（廃駅）である。電報略号はタニ。事務管理コードは▲132106。駅番号はY24。

## 歴史

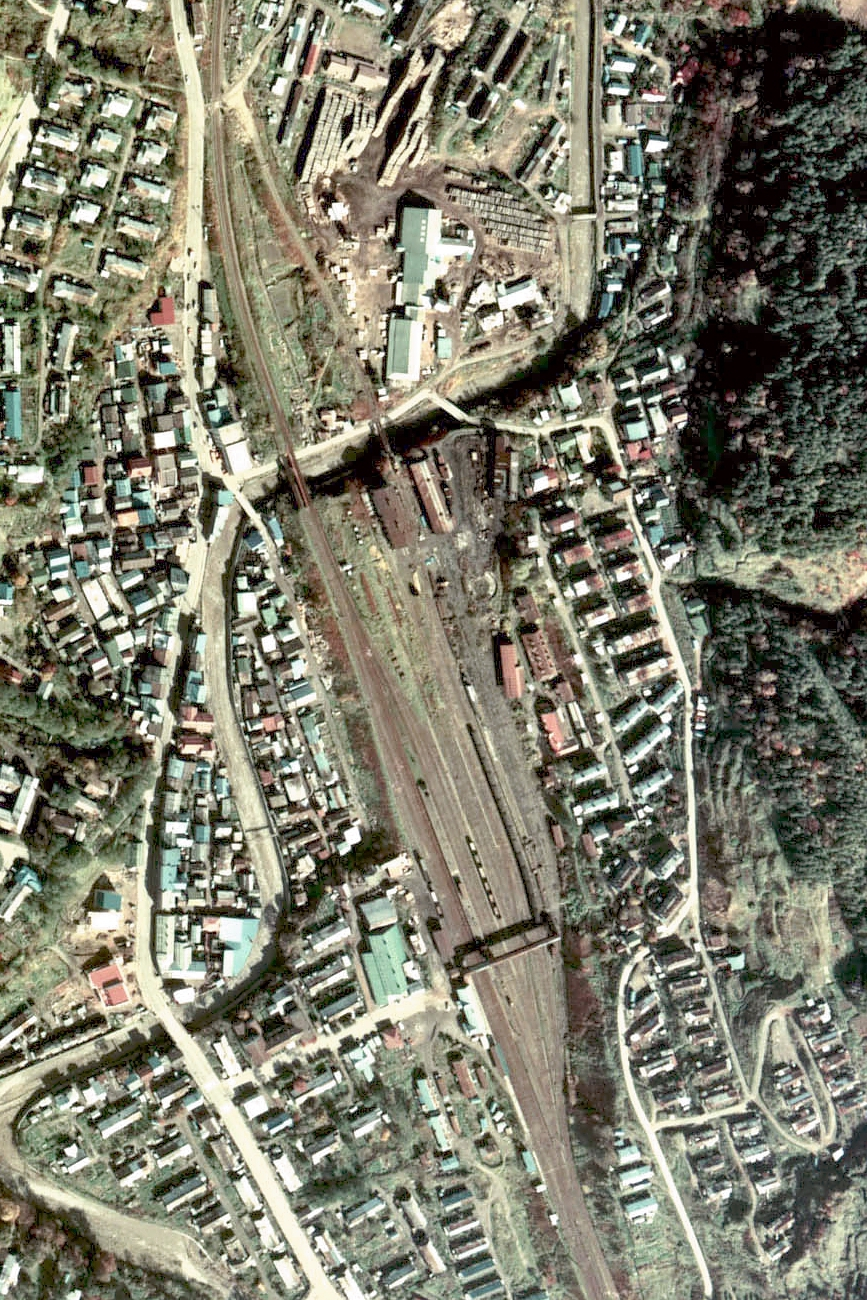
1976年の夕張線（当時）及び夕張鉄道の鹿ノ谷駅と周囲約500m×750m範囲。下が紅葉山方面。この時点では夕張鉄道は既に本線が廃線となっているが、化成工業所専用線はまだ使用中のため閉鎖には至っていない。構内は中央から国鉄側（左側）と夕張鉄道側（右側）の2つに分かれていて、現在の1面1線に加え双方共北側に島式ホーム1面2線を有し、駅舎から跨線橋を介してそれぞれに連絡していた。またどちらも多くの貨物用側線を持っており、夕張鉄道は北側に機関区を有していて、既に使用を終えた転車台の周囲に4つの車庫が点在している。かつては北側の車庫の間を終点駅の夕張本町まで敷かれていた軌道は、鉄橋を残して撤去されている。

かつての夕張鉄道線との接続駅で、広い構内には同鉄道の車両区・保線区などを有する拠点となっていた。平和炭鉱の閉山により夕張鉄道線が廃止となり、構内は大幅に縮小された。

### 年表
- 1901年（明治34年）12月1日：北海道炭礦鉄道清水沢 - 夕張間に新駅として開業[1]。当初貨物のみを扱う[3]。
- 1901年（明治34年）12月1日：旅客の扱いを開始し一般駅となる[4][3]。
- 1906年（明治39年）10月1日：北海道炭礦鉄道の鉄道路線国有化により、官設鉄道（国鉄）に移管[1]。
- 1908年（明治41年）10月25日：石狩石炭[注釈 1]により同社若鍋砿選炭場までの若菜辺専用鉄道2.9km接続開業。
- 1909年（明治42年）
  - 10月12日：国有鉄道線路名称制定により、夕張線に属する[1]。
  - 11月6日：石狩石炭により熊ノ沢選炭場までの専用鉄道0.9km接続開業。
- 1926年（大正15年）10月14日：夕張鉄道線栗山 - 夕張本町間が開業し、当駅は共同使用となる。
- 1933年（昭和8年）10月31日：若菜辺専用鉄道廃止。
- 1971年（昭和46年）11月15日：夕張鉄道線当駅 - 夕張本町間廃止。栗山 - 当駅間の旅客営業廃止。
- 1975年（昭和50年）4月1日：夕張鉄道線廃止。
- 1981年（昭和56年）
  - 5月25日：貨物取扱い廃止[5]。
  - 10月1日：夕張線が石勝線に改称。
- 1984年（昭和59年）
  - 2月1日：荷物取扱い廃止。
  - 4月1日：無人化[6]。
- 1987年（昭和62年）4月1日：国鉄分割民営化によりJR北海道に継承[1]。
- 2019年（平成31年）4月1日：新夕張駅 - 夕張駅間（夕張支線）廃止に伴い廃駅[報道 1]。

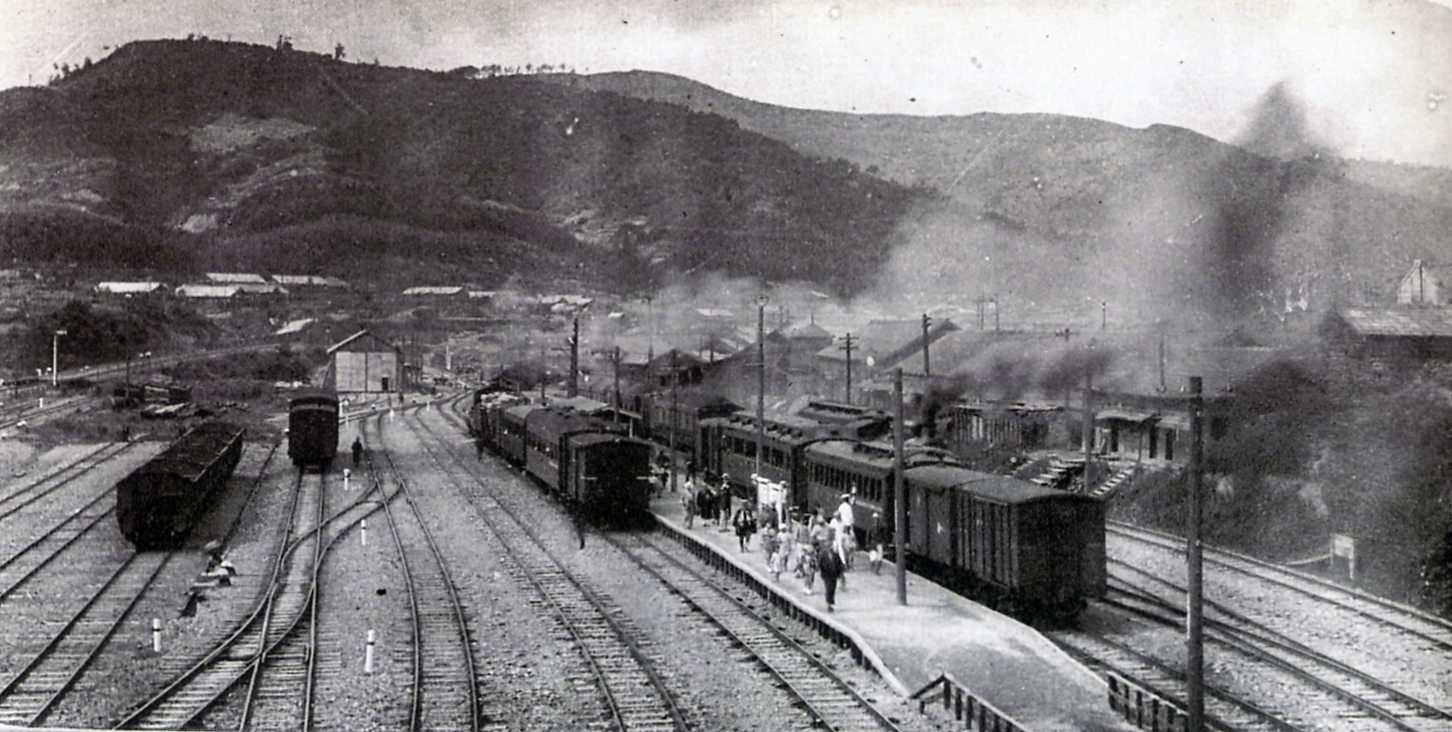
夕張鉄道開業当初の鹿ノ谷駅構内と夕張鉄道側ホーム。南側から北を撮影。（1930年）
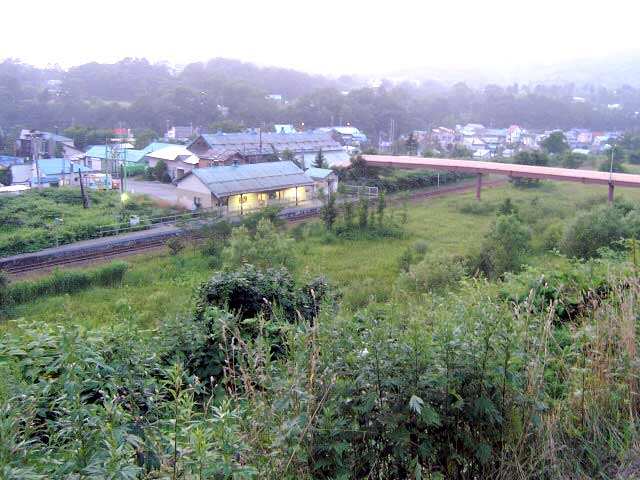
貨物側線と夕張鉄道の設備が撤去され、草生した広い構内が残る。（2012年8月）

### 駅名の由来
地名より。かつてこの地に鹿が群生していたため、とされる。

## 廃止時の駅構造
単式ホーム1面1線の地上駅だった。廃止時は新夕張駅管理の無人駅であった。

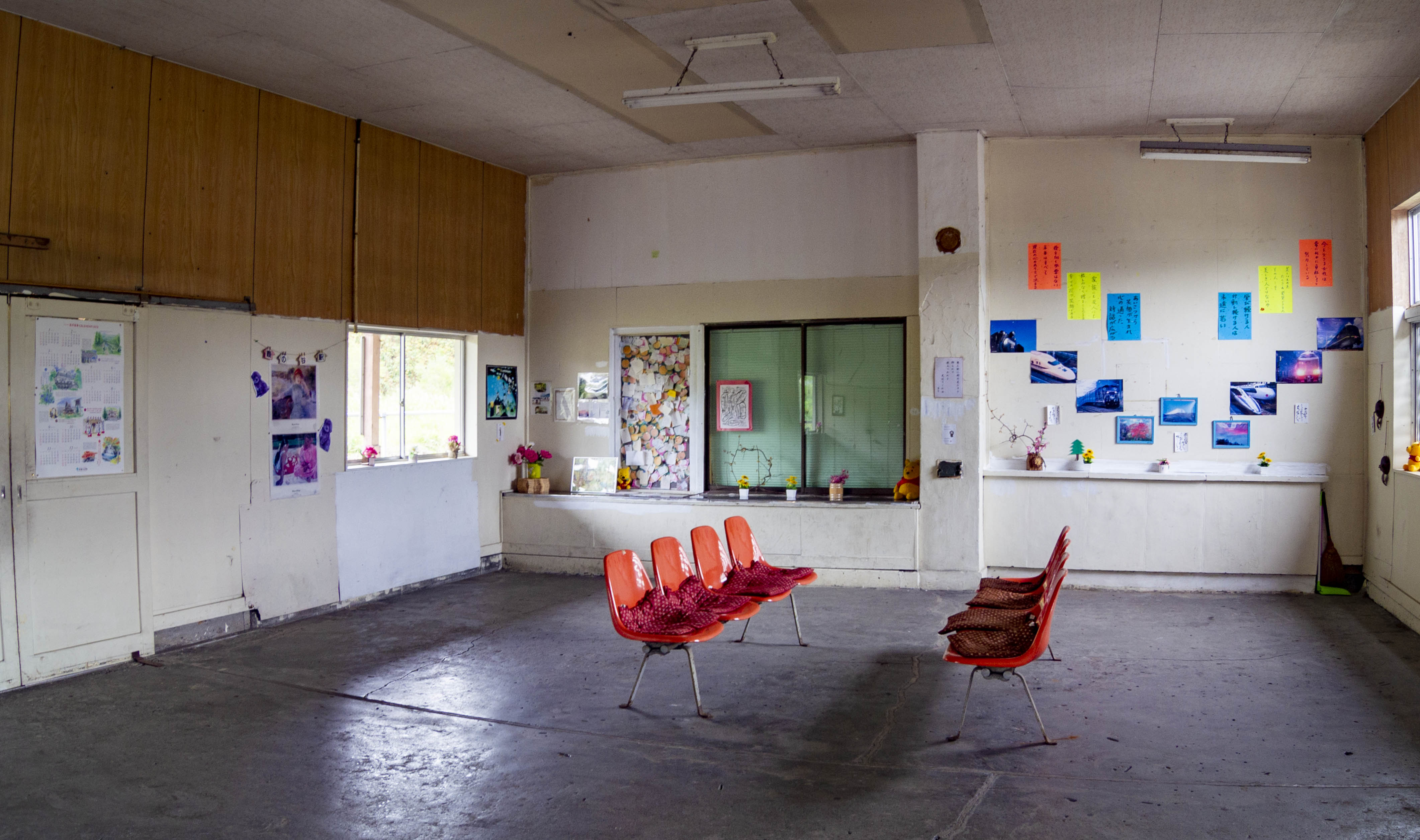
駅舎内（2012年10月）
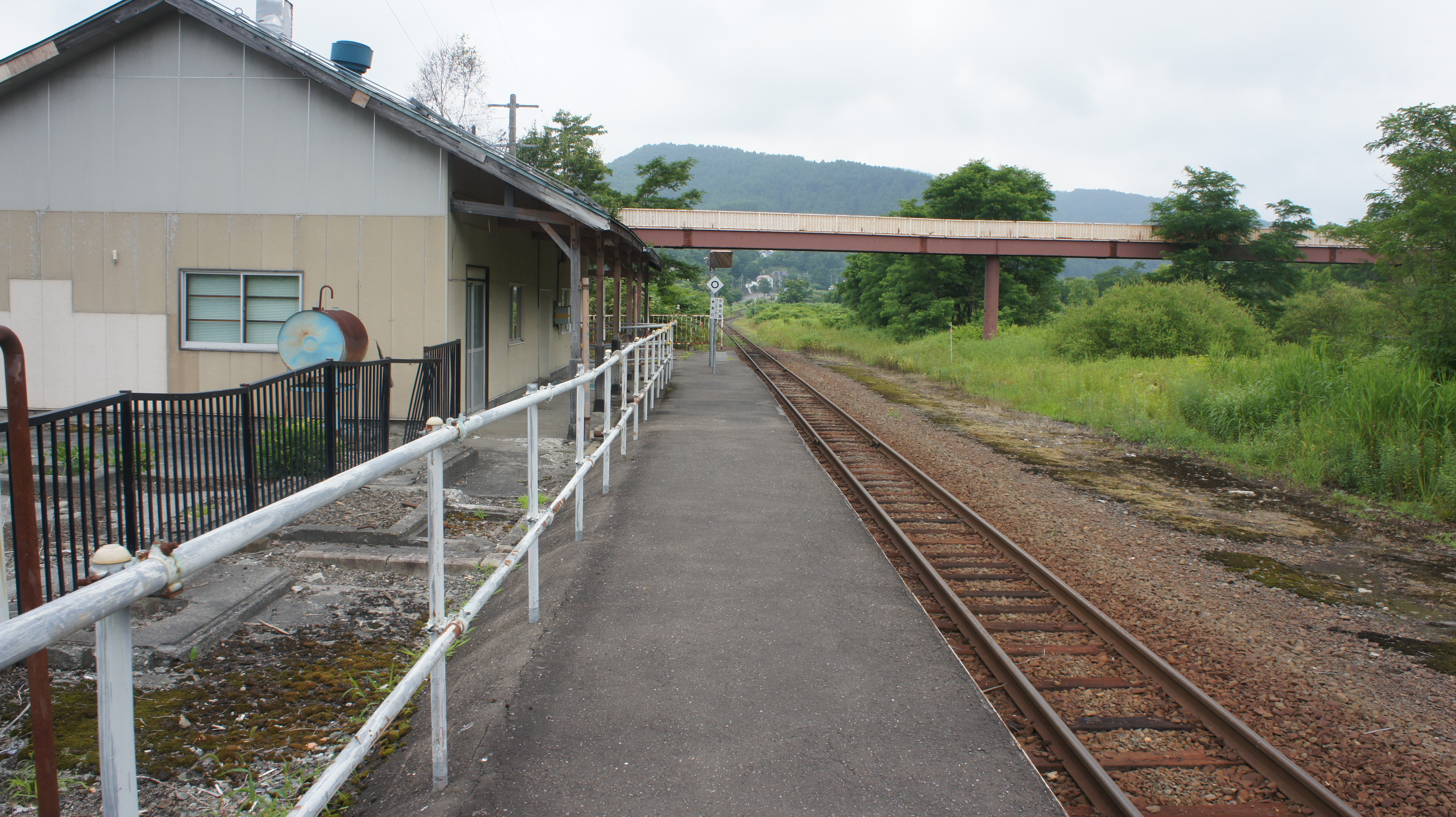
ホーム（2017年7月）
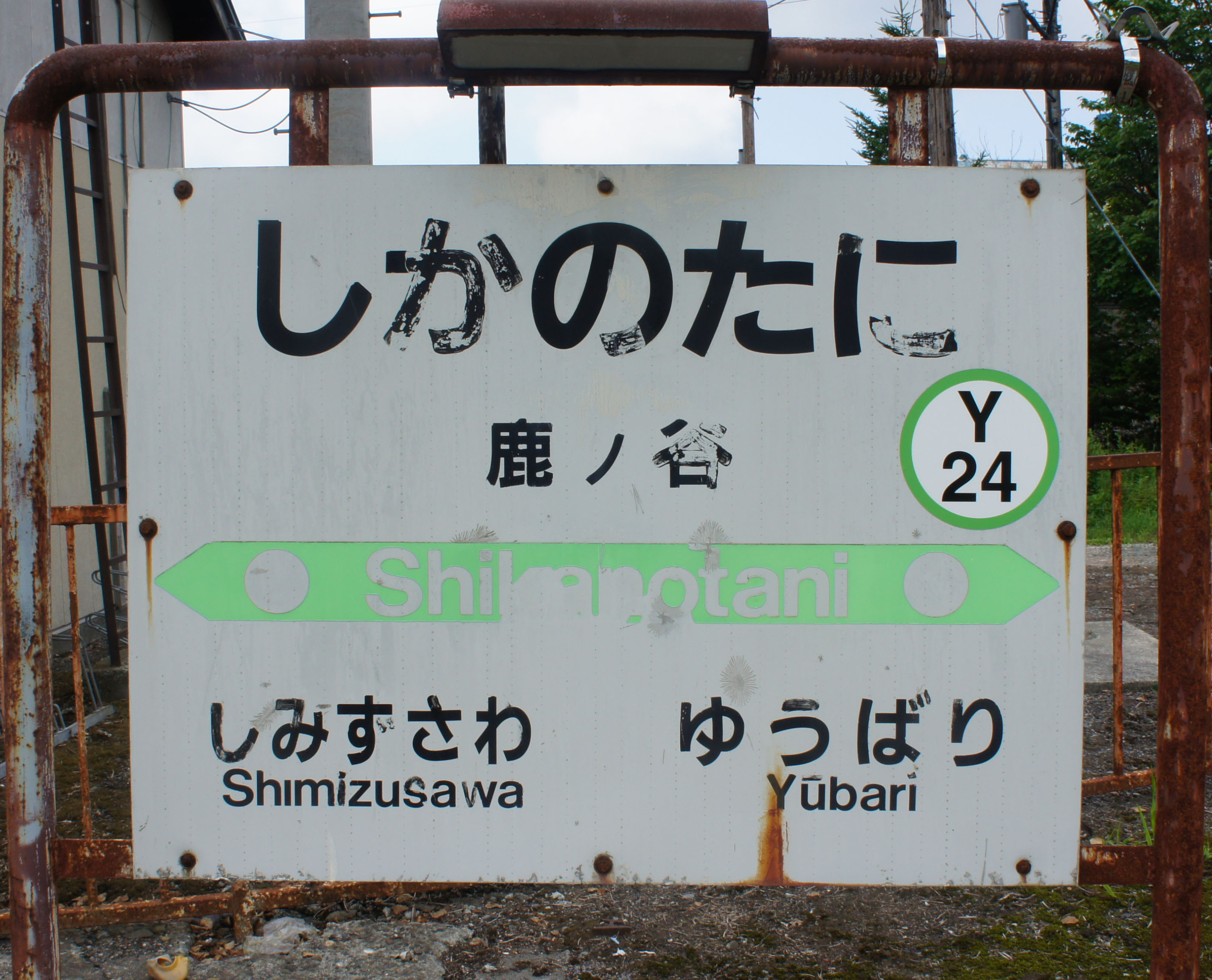
駅名標（2017年7月）

## 利用状況
2011 - 2015年（平成23 - 27年）の乗降人員調査（11月の調査日）平均は「10名以下」。

## 駅周辺
駅周辺の鹿の谷地区はかつて北海道炭礦汽船幹部用住居が存在する高級住宅地であり、また北海道夕張北高等学校・北海道緑ヶ丘実業高校（←夕張工業高校）に通学する学生で賑わった。
- 鹿ノ谷郵便局
- 夕張鹿鳴館
- 幸福の黄色いハンカチ想い出ひろば
- 夕張鉄道（夕鉄バス）本社（バスターミナル併設）
- 夕鉄バス・北海道中央バス（岩見沢営業所）「鹿ノ谷駅前」停留所
  - 鉄道廃止後の2019年4月1日より、両社とも停留所を「鹿ノ谷郵便局・夕張鹿鳴館入口」に改称した[8][9]。

## 駅跡
廃止1年後の2020年4月時点では、駅舎や広い構内を渡る跨線橋が残されている状況であった。2022年にはJR北海道から、市民が設立した合同会社鹿ノ谷駅（橋場英和代表）に無償譲渡された。

## 隣の駅
北海道旅客鉄道（JR北海道）
■石勝線（夕張支線）
清水沢駅 (Y23) - 鹿ノ谷駅 (Y24) - 夕張駅 (Y25)
夕張鉄道
夕張鉄道線
営林署前駅 - 鹿ノ谷駅 - 末広駅